# 武田賢治

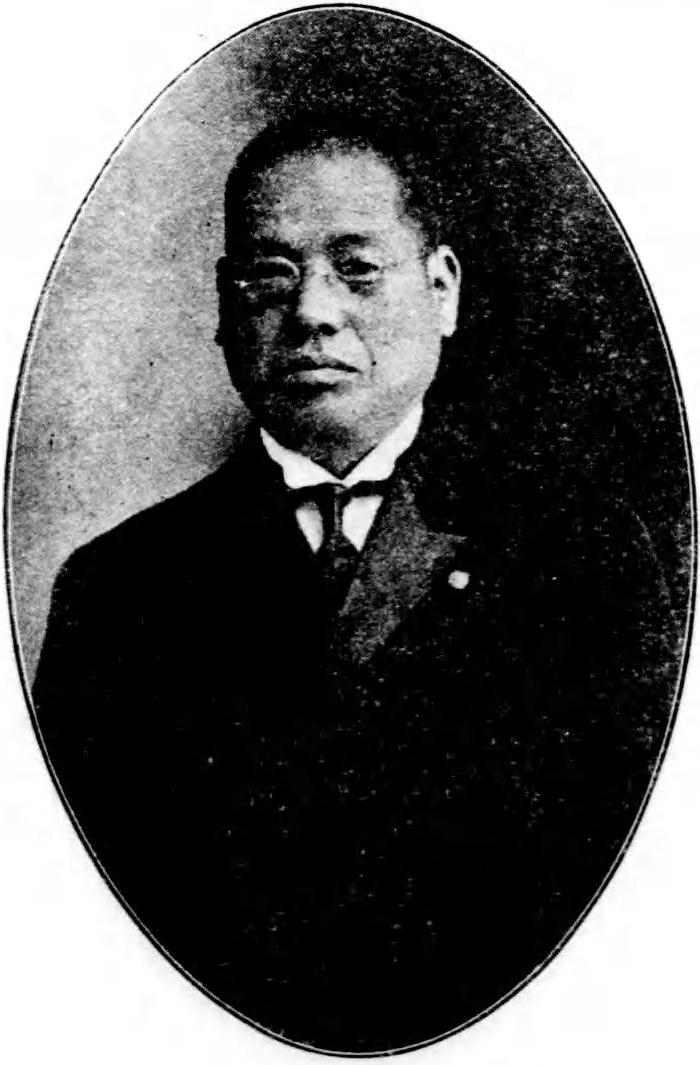
肖像写真

武田 賢治（たけだ けんじ、1865年11月7日〈慶応元年9月19日〉 - 1937年〈昭和12年〉12月29日）は、明治から昭和戦前期にかけて活動した日本の医師・実業家。実業家としては愛知県東三河地方の電力・鉄道会社に関わり、豊橋電気軌道（現・豊橋鉄道）初代社長などを務めた。愛知県会議員も2期8年務めている。愛知県出身。

## 電力界入り
武田賢治は慶応元年9月19日（新暦：1865年11月7日）、荒川杏造の次男として生まれた。父は尾張国知多郡成岩村（現・愛知県半田市）の医師であったが、賢治が7歳のときに死去する。そのため苦学して医術開業試験に合格した。
1890年（明治23年）、武田うらの入夫という形で武田家を相続した。武田家は愛知県宝飯郡森村（後の国府町、現・豊川市）の家。先々代にあたる武田準平（1839 - 1882年）は実業家阿部泰蔵の実兄で、愛知県会議長を務め自由党で活動した人物。伊東玄朴に学んだ医師でもあった。武田家を継いだ賢治は医業に専念し、宝飯郡医師会長も務めている。日清戦争時には応召軍医として従軍した。その後医業の傍らで政界進出を試み、1903年（明治36年）9月、立憲政友会から愛知県会議員に初当選した。在任期間は1907年（明治40年）9月までの4年である。
1908年（明治41年）7月、福澤桃介・徳倉六兵衛らとともに豊橋市の電力会社豊橋電気にて取締役に選出された。武田にとってこれが実業界入りの第一歩であった。この豊橋電気は、1894年（明治27年）に地元の三浦碧水らによって設立された電力会社である。元々地元資本の会社であったが、会社規模の拡大に伴い地元資産家以外にも出資を求めるようになったため武田らが参入したのであった。
豊橋電気に入ったことで各地の電気事業に関わる福澤桃介との接点ができた武田は、その後福澤の関係する他の会社の役員にも就任した。まず1912年（大正元年）12月、浜田電気の取締役に就任する。同社は前年5月に福澤を社長（1916年まで在任）として設立された島根県那賀郡浜田町（現・浜田市）所在の電力会社である。次いで1913年（大正2年）6月、栃木県塩谷郡氏家町（現・さくら市）に野州電気が設立されると、その代表取締役に就任した（福澤は監査役）。
豊橋電気において、福澤は1909年から1912年にかけて社長を務め、さらに創業者三浦碧水の死後1918年（大正7年）に専務から昇格して社長に復帰した。翌年初頭時点での役員一覧では福澤社長の下で武田が専務取締役を務める。福澤は当時同じ愛知県下の名古屋電灯社長も兼ね、同社の経営に注力していたことから、豊橋電気の実質的経営については専務の武田と支配人兼技師長今西卓に任されたという。
豊橋電気時代の1915年（大正4年）9月、立憲同志会（のち憲政会）から愛知県会議員に再当選した。在任期間は1919年（大正8年）9月までの4年間である。

## 東三河実業界での活動
1920年（大正9年）12月、福澤が社長を兼ねる豊橋電気と名古屋電灯の合併が決定された。この合併に際し地元豊橋では反対意見が相次ぎ、豊橋市会では豊橋電気の事業市営化に動き始める。しかし逓信省の合併認可が下りたことから翌1921年（大正10年）4月豊橋電気は名古屋電灯へと合併されて消滅した。
豊橋電気の名古屋電灯合併について、豊橋電気社内でも専務武田賢治と支配人今西卓は市営化賛成の立場にあった。両名は合併を機に福澤の会社から離れ、独自の活動を始める。2人はまず1921年2月、豊橋市に資本金200万円で「豊橋電気信託」という新会社を立ち上げた。同社では武田が社長、今西が専務取締役をそれぞれ務める。同年11月、渥美郡田原町（現・田原市）の渥美電気および同郡福江町の福江電灯（同）を同社に統合し渥美半島の電気事業を統一。翌1922年（大正11年）には豊橋電気信託から（新）豊橋電気へと社名を変更した。
1923年（大正12年）1月、資本金300万円で水窪川水力電気が設立されると、武田は初代社長、今西は初代専務に就任した。同社は岡崎市の電力会社岡崎電灯（後の中部電力）が出資する開発会社であり、1928年（昭和3年）天竜川水系水窪川（静岡県）に西渡発電所を完成させて岡崎電灯への電力供給を始めた。社長武田・専務今西の組み合わせは翌1924年（大正13年）3月発足の豊橋電気軌道（現・豊橋鉄道）でもみられた。同社では武田は1921年11月の軌道敷設特許出願時より発起人総代としてかかわる。軌道敷設は1925年にかけて完成した。これが現在の豊橋鉄道東田本線（市内線）にあたる。
武田は上記のほか豊川電気・乙川電力でも社長を務めた。豊川電気は1924年1月の設立で、武田は設立時から社長を務める（今西は取締役）。同社は三河木材電気部の事業を譲り受け、北設楽郡田口町（現・設楽町）を中心に電気事業を展開した。一方の乙川電力は額田郡河合村（現・岡崎市）にあった会社で、1918年（大正7年）8月に経営立て直しのため招聘されて社長に就任して以来その経営にあたっていた。

## 晩年
1933年（昭和8年）4月、武田と組んで会社経営にあたることが多かった今西卓が49歳で病死した。傲慢な性格で知られた武田は周囲に敵の多い人物であったが、この今西とは親しい間柄であったという。周辺との緩衝役となっていた今西を失った武田はその求心力を低下させていく。影響が真っ先に現れたのが豊橋電気軌道で、6月に武田が一部社員に対して会社財政立て直しのためとして減俸を通告すると、社員代表者3名が武田に面会し身分保障を要求するという争議に発展した。武田は社内の混乱を収めることができず、9月1日に取締役社長を辞任し、金子丈作に後事を託した。豊橋電気軌道系列の路線バス会社豊橋循環自動車でも翌1934年（昭和9年）5月に武田から金子へと社長が交代している。
1921年の設立以来社長を務める豊橋電気でも、1934年1月に社長から退いた（取締役には留任）。翌1935年（昭和10年）12月に一旦社長に復帰するも、病気のため1937年（昭和12年）11月に辞任してその職を長男の武田正夫に譲った。同年12月29日死去、72歳没。